# سيغفريد شينك
سيغفريد شينك (بالألمانية: Siegfried Schenke)‏ هو عداء ألماني متخصص في سباق 200 متر. مثل ألمانيا الشرقية في دورة الألعاب الأولمبية. وحقق الرقم القياسي الأوروبي في سباق 100 متر بزمن 10.00 ثانية.

## الإنجازات
| السنة | المسابقة                       | المكان                 | التنيجة | ملاحظة        |
| ----- | ------------------------------ | ---------------------- | ------- | ------------- |
| 1970  | الألعاب الجامعية الصيفية 1970  | تورينو, إيطاليا        | 1       | 100 م         |
| 1970  | الألعاب الجامعية الصيفية 1970  | تورينو, إيطاليا        | 2       | 200 م         |
| 1971  | بطولة أوروبا لألعاب القوى 1971 | هلسنكي, فنلندا         | 4       | 100 م         |
| 1971  | بطولة أوروبا لألعاب القوى 1971 | هلسنكي, فنلندا         | 4       | 200 م         |
| 1972  | الألعاب الأولمبية الصيفية 1972 | ميونخ, ألمانيا الغربية | 6       | 200 م         |
| 1972  | الألعاب الأولمبية الصيفية 1972 | ميونخ, ألمانيا الغربية | 5       | 4x100 م تتابع |
| 1974  | بطولة أوروبا لألعاب القوى 1974 | روما, إيطاليا          | 3       | 4x100 م تتابع |

## روابط خارجية
- سيغفريد شينك على موقع أوليمبيديا (الإنجليزية)